# Lijst van beschermd erfgoed in de gemeente Frisange
In deze lijst van beschermd erfgoed in de gemeente Frisange zijn alle geclassificeerde nationale monumenten van de Luxemburgse gemeente Frisange opgenomen.

## Monumenten per plaats

### Frisange
| Object                    | Bouwjaar/architect | Locatie | Datum beschermd?     | Coördinaten | Afbeelding |
| ------------------------- | ------------------ | ------- | -------------------- | ----------- | ---------- |
| Parochiekerk van Frisange |                    |         | 31 oktober 2003 (MN) |             |            |

### Hellange
| Object                                | Bouwjaar/architect | Locatie | Datum beschermd?   | Coördinaten | Afbeelding |
| ------------------------------------- | ------------------ | ------- | ------------------ | ----------- | ---------- |
| Gebouwen van de boerderij a Lënstesch |                    |         | 30 april 2010 (MN) |             |            |

## Bron
- Liste des immeubles et objets classés monuments nationaux ou inscrits à l'inventaire supplémentaire